# Ceratinopsis monticola
Ceratinopsis monticola är en spindelart som först beskrevs av Simon 1894.  Ceratinopsis monticola ingår i släktet Ceratinopsis och familjen täckvävarspindlar.
Artens utbredningsområde är Sri Lanka. Inga underarter finns listade i Catalogue of Life.